# دييغو، أمير أستورياس
دييغو فليكيس من النمسا، أمير أستورياس والبرتغال (بالإسبانية: Diego de Austria)‏ (21 نوفمبر 1582 - 15 أغسطس 1575) هو أبن فيليب الثاني ملك إسبانيا من زوجته الرابعة آنا النمساوية ملكة إسبانيا.

## النشأة
في وقت ولادته شقيق دييغو الأكبر أمير فرناندو كان لا يزال ولي العهد، ومع وفاة شقيقه الأكبر فرناندو في 1578 أصبح دييغو ولي العهد العرش الجديد، كان دييغو أيضا الأخ الأكبر أخرى، كارلوس لورنزو، الذي توفي في سن الطفولة.
قد اعتبر رسمياً أمير أستورياس في 1 مارس 1580 من قبل محاكم في مدريد،  الشاعر كريستوبال دي فيرويس خصص سونيتة إلى الأمير الجديد، حيث اقترح أن دييغو يسير على خطى والده.
في عام 1580، أصبح والده ملك البرتغال كذلك، مما يجعله دييغو الوريث على هذه المملكة، توفيت والدته آنا، خلال زيارة قام بها إلى المملكة الجديدة، ظل دييغو وإخوته في مدريد تحت رعاية الأخوات غير الأشقاء، إيزابيلا كلارا يوجينيا وكاترين ميشيل، رسائل فيليب الثاني توضح أنه فخور للغاية بـ دييغو بحيث كتب أن أبنه قد تعلم بالفعل الأبجدية والرقص في سن الخامسة، وفي رسالة مؤرخة في 1582 كتب الملك إلى والي الهند فرانسيسكو دي ماسكاريناس بأنه أرسل الفيل إلى أمير أستورياس كهدية، ودرس فيليب الثاني ابنه اللغة البرتغالية حتى يستطيع دييغو التحدث كملك مع رعاياه البرتغاليين، بالإضافة إلى ذلك كان يعتزم فيليب الثاني ليخطب لـ دييغو واحدة من بنات جواو الأول دوق براغانزا وانفانتا كاثرين من البرتغال.

## الوفاة
دييغو لم يصبح ملكاً، ففي أواخر عام 1582 أصيب بـ جدري ومات، كان الوريث الوحيد للعرش إنفانتي فيليبي صغيراً تولي منصب أمير أستورياس أعطى الملك أوامر باستمرار صلوات في كنيسة سيدة العذراء في سرقسطة لصحة الأطفال الملكيين المتبقيين.
أن شقيقه دييغو إنفانتي فيليب يصبح أخيراً ملكا تحت مسمى فيليب الثالث بعد وفاة والده في 1598، وهكذا سيستمر نسب آل هابسبورغ إسبانيا لفترة من الزمن.